# ماتوزينوس
ماتوزينوس بلدية في ولاية ميناس جيرايس في المنطقة الجنوبية الشرقية من البرازيل.